# Barmoor Castle
Barmoor Castle är ett slott i Storbritannien.   Det ligger i grevskapet och kommunen Northumberland i riksdelen England, i den centrala delen av landet, 500 km norr om huvudstaden London. Barmoor Castle ligger 112 meter över havet.
Terrängen runt Barmoor Castle är huvudsakligen platt. Barmoor Castle ligger uppe på en höjd. Runt Barmoor Castle är det ganska glesbefolkat, med 25 invånare per kvadratkilometer. Närmaste större samhälle är Berwick-upon-Tweed, 14,5 km norr om Barmoor Castle. Trakten runt Barmoor Castle består till största delen av jordbruksmark.